# Bergamo Basket 2014
Bergamo Basket 2014 es un club de baloncesto italiano con sede en la ciudad de Bergamo, en Lombardía, que actualmente juega en la Serie A2, la segunda categoría del baloncesto italiano. Fue fundado en 1970, y disputa sus partidos como local en el PalaNorda, con capacidad para 2250 espectadores.

## Historia
La historia del club comenzó en 1970 cuando algunos amigos que jugaban al baloncesto juntos en el colegio decidieron mantener al grupo activo también durante los años de universidad, fundando la Associazione Sportiva Jago Basket Club. Al cabo de unos años, la ambición del grupo de amigos reforzar el equipo con nuevos jugadores mientras el equipo original pasaba a formar parte de la directiva, hizo que el Jago, que jugaba en el gimnasio de Longuelo, accediera por primera vez a la promoción en 1980, ascendiendo a la Serie D.
Con el pase en la Serie D, el club trasladó su campo de juego al Palazzetto di Torre Boldone, pasando a formar parte parte de la Polisportiva La Torre. Allí comienzan a crear una infraestructura de equipos de categorías inferiores, aunque su primera temporada en categoría nacional acabó con el descenso. Hubo que esperar hasta la temporada 85-86 para recuperar la categoría, en la que se mantuvieron algunos años. En 1994 alcanzaron la Serie C, dando la sorpresa esa temporada al acabar en cuarta posición en la temporada regular, alcanzando el ascenso a la Serie B.
Tras unos años de ascensos y descensos de categoría, en la temporada 2016-17 lograron en ascenso a la Serie A2, tras acabar segundo en su grupo en la temporada regular y alcanzar la final four. En su primera temporada en el segundo nivel del baloncesto italiano acabó en el puesto 13 del grupo Este, evitando el descenso en el último momento.

## Trayectoria
| Temporada | Nivel | Liga     | Pos. | J     | PL  | Resultado           |
| --------- | ----- | -------- | ---- | ----- | --- | ------------------- |
| 2014-15   | 4     | Serie B  | 7    | 16-12 | 2-4 | Semifinales Grupo B |
| 2015-16   | 3     | Serie B  | 3    | 24-6  | 7-5 | Finalista Grupo B   |
| 2016-17   | 3     | Serie B  | 2    | 24-6  | 8-1 | Asciende            |
| 2017-18   | 2     | Serie A2 | 13   | 11-19 |     |                     |
| 2018-19   | 2     | Serie A2 | -    | -     | -   | -                   |